# Keelukote, Kolar
Keelukote là một làng thuộc tehsil Kolar, huyện Kolar, bang Karnataka, Ấn Độ.